# Tennis in the Land 2021
Tennis in the Land 2021 là một giải quần vợt nữ chuyên nghiệp thi đấu trên mặt sân cứng ngoài trời tại Jacobs Pavilion. Đây là lần đầu tiên giải đấu được tổ chức và diễn ra ở Cleveland, Hoa Kỳ. Giải đấu là một phần của WTA 250 trong WTA Tour 2021.

## Nội dung đơn

### Hạt giống
| Quốc gia | Tay vợt               | Xếp hạng1 | Hạt giống |
| -------- | --------------------- | --------- | --------- |
| RUS      | Daria Kasatkina       | 26        | 1         |
| EST      | Anett Kontaveit       | 28        | 2         |
| RUS      | Ekaterina Alexandrova | 34        | 3         |
| GBR      | Johanna Konta         | 36        | 4         |
| ARG      | Nadia Podoroska       | 37        | 5         |
| POL      | Magda Linette         | 43        | 6         |
| ESP      | Sara Sorribes Tormo   | 44        | 7         |
| USA      | Shelby Rogers         | 45        | 8         |
| CHN      | Zhang Shuai           | 50        | 9         |

- Bảng xếp hạng vào ngày 16 tháng 8 năm 2021.[2]

### Vận động viên khác
Đặc cách:
- Daria Kasatkina
- Maria Mateas
- Bethanie Mattek-Sands

Vượt qua vòng loại:
- Emina Bektas
- Ulrikke Eikeri
- Alexa Glatch
- Catherine Harrison

Thua cuộc may mắn:
- Linda Fruhvirtová
- Nagi Hanatani
- Tara Moore
- Ena Shibahara

### Rút lui
Trước giải đấu
- Jennifer Brady → thay thế bởi  Kaja Juvan
- Johanna Konta → thay thế bởi  Linda Fruhvirtová
- Jessica Pegula → thay thế bởi  Caty McNally
- Storm Sanders → thay thế bởi  Tara Moore
- Alison Riske → thay thế bởi  Christina McHale
- Arantxa Rus → thay thế bởi  Lauren Davis
- Liudmila Samsonova → thay thế bởi  Ena Shibahara
- Jil Teichmann → thay thế bởi  Nagi Hanatani
- Patricia Maria Țig → thay thế bởi  Vera Zvonareva
- Elena Vesnina → thay thế bởi  Aliaksandra Sasnovich

## Nội dung đôi

### Hạt giống
| Quốc gia | Tay vợt               | Quốc gia | Tay vợt          | Xếp hạng1 | Hạt giống |
| -------- | --------------------- | -------- | ---------------- | --------- | --------- |
| JPN      | Shuko Aoyama          | JPN      | Ena Shibahara    | 18        | 1         |
| CHI      | Alexa Guarachi        | USA      | Desirae Krawczyk | 35        | 2         |
| CZE      | Lucie Hradecká        | CHN      | Zhang Shuai      | 79        | 3         |
| USA      | Bethanie Mattek-Sands | USA      | Shelby Rogers    | 89        | 4         |

- Bảng xếp hạng vào ngày 16 tháng 8 năm 2021.

### Vận động viên khác
Đặc cách:
- Maria Mateas /  Yaroslava Shvedova

Bảo toàn thứ hạng:
- Anastasia Rodionova /  Galina Voskoboeva

### Rút lui
Trước giải đấu
- Kaja Juvan /  Galina Voskoboeva → thay thế bởi  Anastasia Rodionova /  Galina Voskoboeva

## Nhà vô địch

### Đơn
- Anett Kontaveit đánh bại  Irina-Camelia Begu, 7–6(7–5), 6–4.

### Đôi
- Shuko Aoyama /  Ena Shibahara đánh bại  Christina McHale /  Sania Mirza, 7–5, 6–3.